# Fear (of the Unknown)
Fear (of the Unknown) è un singolo del gruppo inglese Siouxsie and the Banshees, pubblicato nel 1992 dalla Dreamhouse Music solo negli Stati Uniti come terzo e ultimo estratto dall'album Superstition.

## Il disco
Il disco è stato prodotto da Stephen Hague ed è l'unico singolo che non è stato distribuito nel Regno Unito da Siouxsie and the Banshees.
Il brano, nella sua forma originaria, è un pezzo veloce orientato verso la dance music con un pesante lavoro di percussioni del batterista dei Banshees Budgie. Per la sua uscita come singolo, Fear (of the Unknown) è stato drasticamente remixato da Junior Vasquez per accentuare il tempo 4/4 e dargli un tocco di musica house. Quando è stata inclusa nella compilation del 1992 Twice Upon a Time: The Singles, la canzone è stata presentata ancora in un'altra versione, che non è né la versione del singolo (che è la stessa di Superstition) né il "Vertigo Mix" di Junior Vasquez, che era la quarta traccia sul singolo.
Fear (of the Unknown ha ricevuto una moderata rotazione sulle radio americane di alternative rock, raggiungendo il n° 12 della classifica di Modern Rock Tracks della rivista Billboard. La canzone è diventata il più grande successo dei Banshees della U.S. Hot Dance Club Play, arrivando al n° 6.
La copertina è un omaggio alla sequenza del sogno di James Stewart nel film La donna che visse due volte di Alfred Hitchcock.

## Tracce
Testi di Sioux, musiche di Siouxsie and the Banshees.

### CD
1. Fear (of the Unknown) - 4:10
2. Spiral Twist - 3:57
3. I Could Be Again - 4:30

### 12"
Lato 1
1. Fear (of the Unknown) (CHR Mix)° - 4:15
2. Fear (of the Unknown) (House Of Fear Extended)° - 5:45
3. Fear (of the Unknown) (LP Version) - 4:10

Lato 2
1. Fear (of the Unknown) (Techno-Vertigo Mix)° - 4:15
2. Fear (of the Unknown) (Urban Fear Mix)° - 5:40
3. Spiral Twist (Previously Unreleased) - 3:57

°(Remixati da P. Dennis Mitchell e Junior Vazquez)

### Musicassetta
Lato 1
1. Fear (of the Unknown) - 4:10

Lato 2
1. Spiral Twist (Previously Unreleased) - 3:57

## Formazione
- Siouxsie Sioux – voce, chitarra
- Jon Klein – chitarra
- Steven Severin – tastiere, basso
- Budgie – batteria
- Martin McCarrick – tastiere

## Classifiche
| Classifica (1991)         | Massima posizione |
| ------------------------- | ----------------- |
| Stati Uniti (alternative) | 12                |
| Stati Uniti (dance)       | 6                 |